# Vernet-la-Varenne

Vernet-la-Varenne este o comună în departamentul Puy-de-Dôme, Franța. În 1 ianuarie 2018 avea o populație de 646 de locuitori.